# Indiana Jones und das Königreich des Kristallschädels
Indiana Jones und das Königreich des Kristallschädels (Originaltitel: Indiana Jones and the Kingdom of the Crystal Skull) ist ein Abenteuerfilm von Steven Spielberg aus dem Jahr 2008. Der vierte Teil der Indiana-Jones-Filmreihe wurde am 18. Mai 2008 beim Filmfestival in Cannes uraufgeführt und kam am 22. Mai 2008 weltweit in die Kinos.

## Handlung
1957: Professor Henry „Indiana“ Jones Jr. wird zusammen mit seinem Kollegen Mac von sowjetischen Agenten unter der Leitung von Oberst Dovchenko und Irina Spalko entführt. Er soll für sie in einer Lagerhalle des Militärkomplexes Area 51 nach einer Kiste mit den Überresten eines nichtmenschlichen Wesens suchen. Während Jones versucht, zu entkommen und zu verhindern, dass die Russen die Kiste entwenden können, entpuppt sich Mac als russischer Kollaborateur. Jones flüchtet vor den Agenten, denen es gelingt, die Kiste zu entwenden. Auf der Flucht gerät er in ein Atomtestgelände und überlebt nur knapp eine nukleare Explosion, da er sich im letzten Moment in einem mit Blei ausgekleideten Kühlschrank in Sicherheit bringen kann.
Jones verliert seine Professur an der Universität, da ihn die US-Regierung verdächtigt, ein russischer Doppelagent zu sein. Daraufhin entscheidet er sich, die Stadt zu verlassen, wird aber von dem jungen Mutt Williams dazu bewogen zu bleiben, weil Professor Oxley, ein alter Freund von Jones, in Schwierigkeiten steckt. Mutt zeigt Indy einen verschlüsselten Brief von Oxley, der ihm durch seine Mutter übersandt wurde, die zusammen mit Oxley verschwand, und in dem von einem Kristallschädel die Rede ist, von dem Indy und Oxley während ihrer Studienzeit schwärmten. Also machen sich Jones und Mutt auf den Weg nach Nazca (Peru), um mit Hilfe des Briefes der Spur von Oxley und Mutts Mutter zu folgen.
In Peru besuchen die beiden Oxleys Zelle, in der dieser aufgrund seiner geistigen Verwirrtheit eingesperrt war. Er befindet sich zwar nicht mehr in der Heilanstalt, aber sie erhalten durch seine Aufzeichnungen an den Wänden und am Fußboden Aufschluss über seine Forschung über den Kristallschädel und wissen nun, wo sie suchen müssen.
Indy und Mutt reisen weiter, um auf einem Friedhof nach dem Kristallschädel zu suchen. Nachdem sie einen Angriff von mit Schädeln maskierten „Eingeborenen“ abwehren konnten, finden sie schließlich den Schädel im Grab des Konquistadors Francisco de Orellana. Allerdings wurden sie auf ihrem Weg unbemerkt von Mac verfolgt, so dass sie vom russischen Militär gefangen genommen werden. In ihrem Lager im Amazonasgebiet im Nordosten Perus treffen Indy und Mutt auf den verwirrten Professor Oxley sowie auf Mutts Mutter – diese entpuppt sich als Indys alte Liebe Marion Ravenwood.
Nachdem sich Indiana Jones einem Test mit dem Kristallschädel unterziehen musste, der es möglich macht, mit dem Schädel zu kommunizieren, gelingt es ihm, zusammen mit Mutt, Marion und Oxley aus dem Lager zu entkommen. Sie werden allerdings schnell wieder gefasst, da Indy und Marion in eine Sandgrube einbrechen. Im Angesicht des Todes offenbart Marion Indy, dass er Mutts Vater ist. Als Mutt zurückkommt, um Marion und Indy zu retten, kommt er statt mit einem Seil mit einer Schlange zurück. Marion wird herausgezogen, doch Jones weigert sich zunächst wegen seiner Angst vor Schlangen, diese anzufassen, doch er überwindet seine Angst schließlich und wird ebenfalls aus der Sandgrube gezogen. Plötzlich erscheint jedoch das russische Militär, weil der verwirrte Oxley dem Befehl Indys, „Hilfe“ zu holen, nachging.
Da der Kristallschädel zu seinem Herkunftsort, einer legendären Stadt aus purem Gold, zurückgebracht werden muss, bahnen sich die Russen mit ihren Gefangenen ihren Weg durch den Dschungel. Indy gelingt es schließlich, die Kontrolle zurückzugewinnen, und es beginnt ein Kampf im Zuge des Dschungel-Konvois, den Indiana Jones und seine Freunde für sich entscheiden können. Oberst Dovchenko wird im Dschungel von Riesenameisen getötet. Mac behauptet, als Doppelagent gearbeitet zu haben, und kämpft von nun an wieder an der Seite von Indiana Jones.
Als sie zum Tempel gehen wollen, werden sie von Eingeborenen angegriffen, können den Angriff jedoch abwehren, weil die Eingeborenen Angst vor dem Kristallschädel haben. Die Gruppe erreicht die legendäre Stadt und öffnet die Pforte zu dem Tempel, in den sie den Kristallschädel zurückbringen müssen. Die Russen konnten der Gruppe jedoch folgen, da Mac sich doch als Überläufer entpuppt und Peilsender auf dem Weg verteilte, obwohl er ursprünglich behauptete, ein Agent der CIA zu sein. Die Russen nehmen Oxley den Schädel wieder ab, um ihn selbst an seinen Platz zurückzubringen. Damit hat nun auch das letzte der dreizehn Kristallskelette, die in dem Tempel auf Thronen sitzen, seinen Schädel wieder, und die Schädel setzen ihre Kraft frei.
Die Wesen wollen aus Dank den Menschen etwas schenken, und Irina wünscht sich das gesamte Wissen der Welt. Doch als die Wesen ihr das Wissen direkt ins Gehirn einspeisen, erkennt Irina zu spät, dass die schiere Menge des Wissens ihre geistige und körperliche Aufnahmefähigkeit so sehr übersteigt, dass sie bei lebendigem Leibe verbrennt. Der Tempel beginnt einzustürzen, und sowohl Irinas Männer als auch Mac, den Indy trotz des Verrats noch zu retten versucht, sterben entweder in den Trümmern oder werden in das Portal der fremden Wesen gezogen. Indy und seine Freunde entkommen nur knapp und können beobachten, wie ein Raumschiff aus dem einstürzenden Tempel aufsteigt und verschwindet, danach stürzt das gesamte Tal ein und wird mit Wasser geflutet.
Wieder zu Hause, erhält Indiana seine alte Stellung an der Universität zurück und der Film endet mit der Hochzeit von Indy und Marion. Indys Hut rollt dabei Mutt vor die Füße, doch bevor dieser ihn aufsetzen und damit quasi in die Fußstapfen seines Vaters treten kann, nimmt Indy den Hut wieder an sich.

## Herstellung und Vertrieb

### Vorproduktion

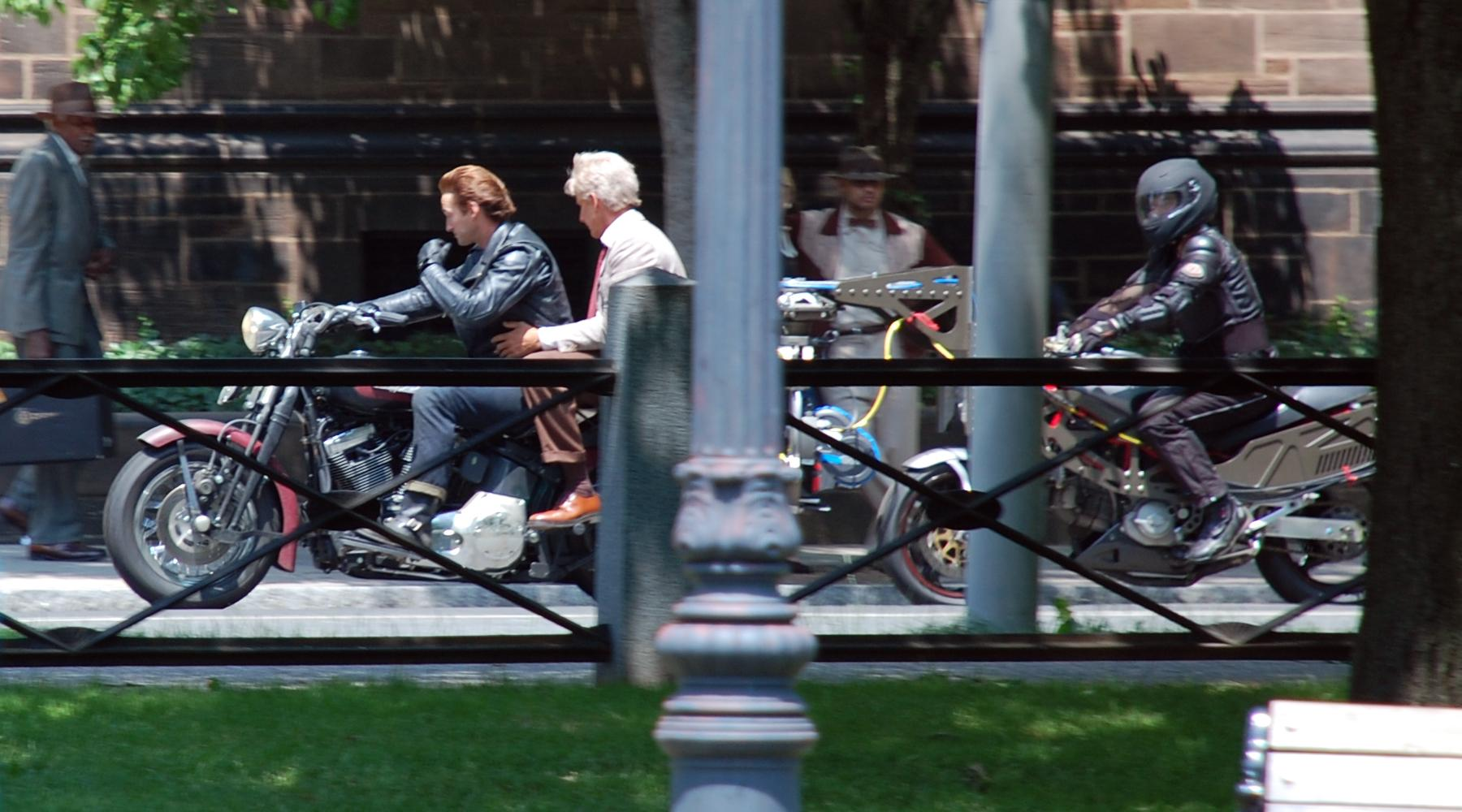
Stuntdoubles von Shia LaBeouf und Harrison Ford beim Dreh

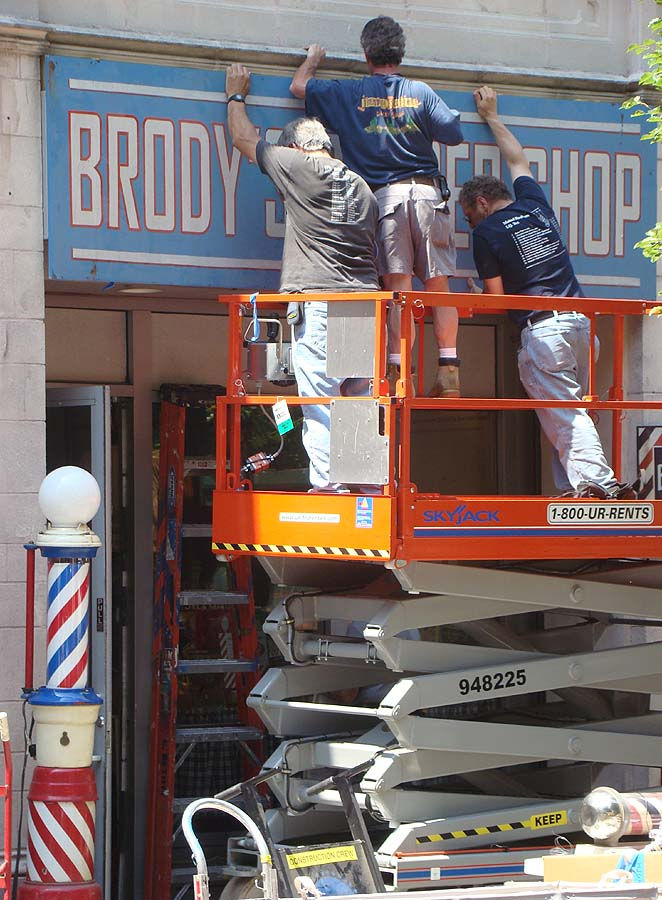
Crew bei der Vorbereitung des Sets in New Haven

George Lucas rief die Drehbuchautoren bereits 1993 auf, eine weitere Geschichte mit Indiana Jones zu schreiben. Jeb Stuart, Jeffrey Boam, M. Night Shyamalan, Frank Darabont und Jeff Nathanson reichten Vorschläge ein, konnten Lucas und Spielberg aber nicht überzeugen. Stuart scheiterte mit einer Alien-Geschichte.
David Koepp, der Drehbuchautor von Jurassic Park, überzeugte schließlich mit seinem Entwurf, den er in acht Tagen verfasst hatte. Dabei benutzte er Ideen aus anderen Skripts wie beispielsweise die Figur Mutt. Der Mythos des Kristallschädels war bereits Bestandteil der geplanten Episode 48 der Fernsehserie Die Abenteuer des jungen Indiana Jones und der Romane von Max McCoy. Am 29. Dezember 2006 gab George Lucas bekannt, dass er, Spielberg und Koepp das Drehbuch fertiggestellt haben und Indiana Jones 4 im Jahr 2007 gedreht werde.
Im Gegensatz zu den vorherigen Filmen beschränkte sich Spielberg aus familiären Gründen auf Drehorte in den USA. Einzige Ausnahme war eine Szene, die wegen eines Hurrikans an die Iguaçu-Wasserfälle in Brasilien verlegt wurde. Der größte Teil der Dreharbeiten fand in Los Angeles in den fünf Downey-Studios von Sony, Warner Bros., Paramount und Universal statt. Weitere der insgesamt 18 Drehorte waren Deming (New Mexico) sowie Hawaii, das den Dschungel von Peru repräsentiert. Die Yale University in New Haven, Connecticut stellt das Marshall College dar, an dem Indiana Jones als Professor der Archäologie lehrt. Auf dem Fresno Chandler Executive Airport im kalifornischen Fresno, der im Film als Flughafen von Nazca dargestellt wird, endeten die Dreharbeiten nach 79 Tagen am 12. Oktober 2007.
Um dem Erscheinungsbild der alten Indiana-Jones-Filme näherzukommen, wurde der Film auf fotografischem Filmmaterial aufgenommen, statt wie vom Produzenten Lucas favorisiert, auf digitalen Videobändern. Der Produzent Frank Marshall verkündete, dass nur 20 Prozent des gesamten Films mit CGI-Effekten entstanden seien. CGI sollte laut Spielberg hauptsächlich für Matte Paintings verwendet werden.
Die Produktionskosten betrugen 185 Millionen US-Dollar. Für die weltweite Veröffentlichung wurde der Film in 25 Sprachen synchronisiert.

### Besetzung

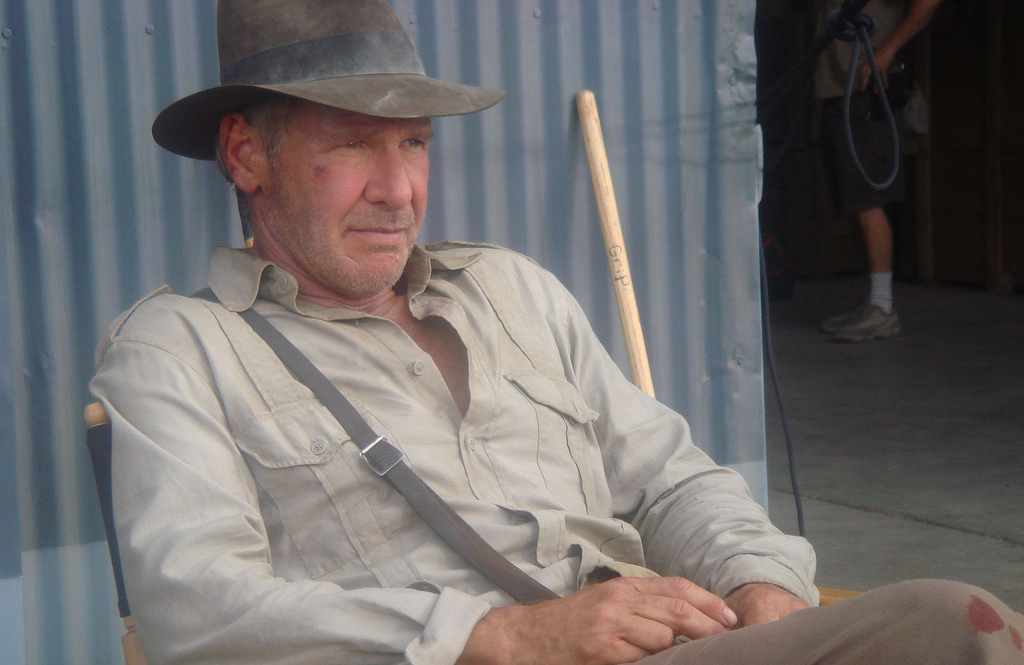
Harrison Ford am Filmset

- Harrison Ford übernahm trotz seines fortgeschrittenen Alters (64 bei Beginn der Dreharbeiten im Juni 2007) wieder die Hauptrolle. Er führte nach eigenen Angaben viele Stunts selbst aus[13] und bat ausdrücklich um Anspielungen auf sein Alter.[6]
- Karen Allen kehrt in der Rolle der Marion Ravenwood zurück, die sie bereits in Jäger des verlorenen Schatzes spielte.
- Shia LaBeouf, der den jungen Mutt spielt, ist zum ersten Mal dabei (zu Drehzeiten des vorherigen Teils war er gerade mal zwei Jahre alt). Er war Spielbergs einziger Kandidat für diese Rolle und nahm sie an, ohne vorher das Drehbuch zu lesen.
- Cate Blanchett, ebenfalls neu dabei, erfüllte sich in der Rolle der russischen Agentin Irina Spalko den Wunsch, endlich einmal einen Bösewicht zu verkörpern. Sie war auch schon von vornherein Spielbergs favorisierte Kandidatin für diese Rolle.[14]
- Sean Connery lehnte einen Cameo-Auftritt als „Indys“ Vater Henry Jones Sr. ab, weil er lieber den Ruhestand genießen wollte.[15] In einer Stelle im Film betrachtet Indy eine Fotografie seines Vaters und bedauert kurz dessen Tod und den des kurz darauf verstorbenen Marcus Brody. Da Denholm Elliott bereits 1992 verstorben war, konnte die Figur nicht mehr verwendet werden. Vor dem Klassenzimmer, in dem Indy eine Vorlesung hält, sieht man jedoch ein Bild von ihm, ebenso steht auf dem Campus eine Bronzestatue Brodys.

### Synchronisation
Die deutsche Synchronbearbeitung entstand 2008 in den Ateliers der Berliner Synchron Wenzel Lüdecke in Berlin unter der Dialogregie von Frank Schaff; das Dialogbuch erstellte Alexander Löwe.
| Rolle                           | Darsteller     | Synchronsprecher      |
| ------------------------------- | -------------- | --------------------- |
| Indiana Jones                   | Harrison Ford  | Wolfgang Pampel       |
| Agentin Irina Spalko            | Cate Blanchett | Arianne Borbach       |
| Marion Williams/Ravenwood/Jones | Karen Allen    | Eva Kryll             |
| George „Mac“ McHale             | Ray Winstone   | Roland Hemmo          |
| Professor Harold Oxley          | John Hurt      | Jürgen Thormann       |
| Dekan Charles Stanforth         | Jim Broadbent  | Frank-Otto Schenk     |
| General Ross                    | Alan Dale      | Bodo Wolf             |
| Henry „Mutt“ Williams/Jones     | Shia LaBeouf   | David Turba           |
| Russischer Soldat               | Andrew Divoff  | Waléra Kanischtscheff |

### Merchandising
Der offizielle Roman zum Film wurde von James Rollins geschrieben und erschien am 22. Mai 2008 im Blanvalet Verlag.  Ebenso erschien der offizielle Comic zum Film im Mai 2008. Allerdings schrieb auch James Luceno einen Roman zum Film, der sich aber an jüngere Leser richtet und im Mai 2008 im Panini Verlag erschien. Er enthält neben der Story auch Bilder zum Film. Der Soundtrack wurde am 20. Mai 2008 veröffentlicht.

### Kinoauswertung
Der vierte Teil der Reihe legte mit einem weltweiten Einspielergebnis von 311,1 Millionen US-Dollar am Startwochenende (Donnerstag–Montag) den erfolgreichsten Kinostart hin. In den USA und Kanada erreichte der Film 151,1 Millionen Dollar an Einnahmen und ist somit der bis dato zweiterfolgreichste US-Kinostart. Dies lag möglicherweise auch daran, dass der Montag in den USA auf einen Feiertag fiel. Bis zum 20. Juli spielte er weltweit 742 Millionen US-Dollar ein.

### DVD-Veröffentlichung
Die DVD des Films wurde von Paramount am 24. Oktober 2008 veröffentlicht. Sie wird in Deutschland in drei verschiedenen Versionen angeboten: Einmal als normale Single-Disc-Veröffentlichung, einmal als Double-Disc-Version und einmal als limitierte Special Edition mit einem Modell des Kristallschädels. Außerdem gibt es eine DVD-Box mit allen vier Filmen und der Extra-DVD der Special Edition. Die DVDs der alten Filme entsprechen dabei den Veröffentlichungen aus dem Jahr 2008.

## Kritiken
Bei der Kritikerpremiere anlässlich der Filmfestspiele in Cannes brach die Kritikerschar vor der Aufführung in großen Jubel aus, der hinterher verflog. Die Filmbewertungsstelle Wiesbaden verlieh dem Film das Prädikat besonders wertvoll mit der Begründung: „Fulminant geht der vierte Teil weiter, wechselt aber glaubhaft in eine andere Ära und bleibt in Stil, Look und Story doch sich selbst und seinen Fans treu. Und gerade dieser Wechsel zwischen vertraut und neu ist es, der gefällt und dem eingespielten Duo Spielberg und Lucas bei dieser handwerklich perfekten Leistung erstklassig gelungen ist.“
Hatte man im Vorfeld der Produktion seitens der Filmproduzenten behauptet, dass der Film im klassischen Stile der Vorgänger gedreht werde, und somit ohne Spezialeffekte auskomme, stellten Kritiker dennoch eine überwiegende Verwendung von CGI-Effekten fest. Demnach seien sogar sämtliche in dem Film gezeigte Tiere (wie zum Beispiel Erdhörnchen, Affen und Ameisen) digital erzeugt worden.

### In der deutschsprachigen Presse
Das Lexikon des internationalen Films schreibt: „Handwerklich perfekte dritte Fortsetzung der Indiana Jones-Reihe, die mit originellen Actionszenen, Filmzitaten sowie etlichen Querverweisen auf die Vergangenheit des Helden vorzüglich unterhält. Erzählt wird keine sonderlich neue Geschichte, vielmehr wird ein Kinomythos liebevoll fortgeschrieben und zum Abschluss gebracht.“
Für die Cinema ist die Produktion perfektes Popkorn-Kino und ein „herrlicher Spaß“, dessen Spieldauer im Nu verfliegt. Ford sei immer noch charismatisch, und in die Stimmung mische sich etwas Melancholie.
In der Frankfurter Rundschau hält Daniel Kothenschulte den vierten Teil für einen „reinen Spaß“ und unterhaltsam. Die dünne Handlung – aber nicht dünner als in den ersten drei Folgen – enthalte kaum Logik, aber diese wäre auch nicht der Sinn des Films, der in der Tradition der B-Filme steht. Bekomme Blanchett die „dankbarste Schurkinnenrolle“, so bleibe LaBeouf als Rocker farblos.
Die Berliner Zeitung meint, das Spektakel sei „gewiss kein Meilenstein der Filmkunst, aber es ist immerhin annehmbares Unterhaltungskino“ und „hinreichend spannend“. Dass die Handlung krude und unplausibel daherkommt, sei aber unwichtig. Der nostalgische Film schöpfe gelegentlich sympathischen Humor aus der Überforderung des gealterten Helden.
Dem Standard zufolge sei das sehr nostalgisches, altmodisches Abenteuerkino, die Erholung von den „digitalen Überbietungseffekten“ des heutigen Kinos biete. „Der Witz, er lag und liegt auch heute im elegant und liebevoll gestalteten Detail: In Kamerabewegungen, die keine hysterischen Schnittfolgen benötigen, um Tempo zu machen und Spannung aufzubauen. In gut geschriebenen Dialogen. Und: In kunstvoll doppelbödigen Gut-Böse-Schemata.“ Vor allem in der zweiten Hälfte sei es die reine Freude.
Cicero attestierte dem Film die „pausenlose, kindische Selbstreferenz“, die nur deshalb erträglich sei, weil er wie eine „letzte Auferstehung vor der eigentlich längst vollzogenen Himmelfahrt eines ganzen Universums vergangener Kinokultur ist“.
Der Tagesspiegel stellt eine „Actiondauerkanonade“ und „Rumstehschauspielerei“ fest und hält den Film für nicht mehr als eine Nostalgie-Nummer, weil das Genre inzwischen technisch raffinierter und vor allem intelligenter geworden sei. Immerhin sei es anrührend, dass der Film ohne kolossale digitale Effekte auskomme. Mit seinem teilweise behäbigen Geschehen bleibe das Ganze aber „harmlos“.
Enttäuscht ist Spiegel Online: Während die Verfolgungsjagden „noch den grandiosen Spielberg-Schwung besitzen, perfekt choreografierte Action-Sequenzen mit Witz, wird die Geschichte bald immer konfuser. Gute Gags, Humor? Weitgehend Fehlanzeige.“ Stattdessen bombastische Spezialeffekte, denen die Phantasie ausgeht, und unpassende Außerirdische. Vier Folgen reichten.
In der Welt spricht Hanns-Georg Rodek vom Versuch, „hochelektronisches Inneres mit der verschlissenen Lederjacke des Archäologie-Professors zu verhüllen.“ Die auf Nostalgie getrimmte Produktion, deren Dramaturgie das Zitat eines Zitats sei, biete keine wesentlich neuen Attraktionen und wiederhole jene aus den ersten drei Filmen. LaBeouf funktioniere als „Junganhängsel des alternden Stars“.
In der Süddeutschen Zeitung stellte Tobias Kniebe fest, wenn der Film schließlich Fahrt aufnehme, dann sei fast alles wie immer und man habe „doch einigen Spaß“. Kniebe vermisste an dem Film jedoch „dieses geniale Funkeln, […] es fehlt einfach“. Dafür entdeckte Kniebe „Plattheit“, „Sentimentalität“ und „New-Age-Außerirdischen-Mystizismus“, was kein Ersatz sei.
Georg Seeßlen findet: „Indiana Jones ist ein nostalgischer Held mit einem Hauch von pulp noir. Das heißt, im Vergleich zu einer Comicfigur hat dieser Charakter, der den auf holzhaltigem Papier (pulp) gedruckten Comics der vierziger Jahre entsprungen scheint, ein komplizierteres Innenleben und seine dunklen Seiten.“

### In den Vereinigten Staaten
Auch in den USA überwogen zunächst die positiven Kritiken; laut Rotten Tomatoes lobten 78 % der 255 ausgewerteten Besprechungen den Film. Umso schärfer fielen die negativen Kritiken aus: James Berardinelli sah in dem vierten Teil den „leblosesten der Serie“. Trotz seines „eindrucksvollen Stammbaumes“ sei das Werk ein „Fehlschlag“ und „schlicht kein guter Kinofilm“. Immerhin habe das Königreich des Kristallschädels mit der Reaktivierung von Karen Allen als Marion Ravenwood „eine Sache richtig gemacht“. Auch Harrison Ford habe keine Probleme, wieder in die Rolle des Indiana Jones zu schlüpfen. Steven Spielbergs Regie sei jedoch „lustlos“; und George Lucas wisse zwar einiges darüber, wie man Fans mit der Wiederbelebung einer Filmserie nach langer Pause enttäusche, hier habe er jedoch „ein schlimmeres Verbrechen als an Star Wars begangen“.

## Sonstiges
- In der Szene, in der Indiana Jones aus dem Area-51-Depot flieht, sieht man für einen kurzen Augenblick in einer zerbrochenen Kiste die Bundeslade, die am Ende des ersten Filmes dort eingelagert worden ist.
- Von verschiedenen Kritikern wurde angemerkt, dass es kaum möglich sei, eine Atombombenexplosion in einem Kühlschrank nahezu unbeschadet zu überleben. Seitdem ist in einigen englischsprachigen Foren der Begriff Nuking the fridge geläufig. Die Fallout-Computerspielreihe von Bethesda greift diese Szene mehrfach auf. In Fallout – New Vegas findet man in der Mojave-Wüste einen Kühlschrank mit einer skelettierten Leiche und einem Fedora. In Fallout 4 kann man einen Kühlschrank finden, in dem seit 200 Jahren ein Junge eingeschlossen ist, der sich zu Beginn des in dem Spiel thematisierten nuklearen Schlagabtausches zwischen den USA und China in dem Kühlschrank versteckte und durch die Strahlung zu einem Ghul mutierte, was seinen Alterungsprozess aufhielt. Nach seiner Befreiung kann man ihn zu seinem Elternhaus zurückbringen, wo dessen Eltern, ebenfalls zu Ghulen mutiert, nach wie vor leben.
- In der South-Park-Folge Das China-Problem (Staffel 12, Folge 8) wird der Film als völlig missraten bezeichnet und vor allem wegen der vorkommenden Aliens als „Vergewaltigung“ der ursprünglichen Filmreihe thematisiert; mehrfach wird bildlich drastisch dargestellt, wie sich Spielberg und Lucas an Indiana Jones (also an ihrem eigenen künstlerischen Erbe) vergehen.[33][34]
- Auf einem Markt in Peru spricht Indiana Jones Quechua und erklärt, das habe er gelernt, als er mit Pancho Villa unterwegs war. Pancho Villa war allerdings Mexikaner und hat nie ein quechuasprachiges Land betreten. Keine mexikanische Sprache ist auch nur entfernt mit Quechua verwandt.
- In der Castle-Episode Der Fluch der Mumie trägt die Hauptperson Rick Castle in einer Szene einen Fedora und man hört eine Melodie, die auf das Indiana-Jones-Thema anspielt. Kurz danach ist Castle sehr begeistert von einem modernen Archäologie-Labor und sagt, dass es „wie Indiana Jones mit Space-Age-Technologie sei“, was seiner Meinung nach einen viel besseren Film ergeben hätte, als der letzte gewesen sei.
- Der Film besetzt in der Liste der erfolgreichsten Filme ohne Inflationsbereinigung Platz 113 (Stand: 19. April 2025[35]).

## Auszeichnungen
Saturn-Award-Verleihung 2009
- Bestes Kostüm für Mary Zophres
- Nominierung in der Kategorie Bester Science-Fiction-Film für Kathleen Kennedy, George Lucas, Frank Marshall und Denis L. Stewart
- Nominierung in der Kategorie Bester Hauptdarsteller für Harrison Ford
- Nominierung in der Kategorie Bester Nebendarsteller für Shia LaBeouf
- Nominierung in der Kategorie Beste Spezialeffekte für Pablo Helman und Daniel Sudick

Bogey Award
- Bogey in Silber: 2 Millionen Besucher innerhalb von 20 Tagen

Goldene Himbeere 2009
- Schlechteste Neuverfilmung oder Fortsetzung für Kathleen Kennedy, George Lucas, Frank Marshall und Denis L. Stewart

Filmprädikat
- Die Deutsche Film- und Medienbewertung (FBW) verlieh dem Film das Prädikat „besonders wertvoll“[21]